# Kanton Brazey-en-Plaine
Brazey-en-Plaine is een kanton van het Franse departement Côte-d'Or. Het kanton maakt deel uit van het arrondissement  Dijon.  

Het telt 20.532 inwoners in 2018.

Het kanton werd gevormd ingevolge het decreet van 18  februari 2014 met uitwerking op 22 maart 2015.

## Gemeenten
Het kanton Brazey-en-Plaine omvat volgende 38  gemeenten.
- Aubigny-en-Plaine
- Auvillars-sur-Saône
- Bagnot
- Bonnencontre
- Bousselange
- Brazey-en-Plaine
- Broin
- Chamblanc
- Charrey-sur-Saône
- Chivres
- Échenon
- Esbarres
- Franxault
- Glanon
- Grosbois-lès-Tichey
- Jallanges
- Labergement-lès-Seurre
- Labruyère
- Lanthes
- Laperrière-sur-Saône
- Lechâtelet
- Losne
- Magny-lès-Aubigny
- Montagny-lès-Seurre
- Montmain
- Montot
- Pagny-la-Ville
- Pagny-le-Château
- Pouilly-sur-Saône
- Saint-Jean-de-Losne
- Saint-Seine-en-Bâche
- Saint-Symphorien-sur-Saône
- Saint-Usage
- Samerey
- Seurre
- Tichey
- Trouhans
- Trugny